# إعداد ترشيحات الإدراج في قائمة التراث العالمي (إصدار2011)
إعداد ترشيحات الإدراج في قائمة التراث العالمي هو دليل لموارد التراث العالمي أصدرته منظمة اليونسكو سنة 2011. كإصدار وطبعة ثانية، أما الطبعة الأولى، فقد تمت سنة 2010، متخذة من المبادئ التوجيهية لتنفيذ اتفاقية التراث العالمي سنة (2008) كمرجع لها. ويستند هذا الدليل على الإصدار الجديد من المبادئ التوجيهية لسنة 2011.
والكتاب هو سلسلة «دليل موارد التراث العاملي» التي يتم اصدارها من منظمة الأمم المتحدة، الغرض الأساسي منها هو توفير إرشادات محددة بشأن تنفيذ الاتفاقية، لتستفيد منها الدول الأطراف. والسلطات المسؤولة عن حماية التراث والحكومات المحلية ومديرو المواقع والمجتمعات الملحلية المرتبطة بمواقع التراث العالمي، فضلا عن الأطراف الأخرى المعنية بتحديد تلك املواقع وصونها. أما الهدف من تلك السلسلة، فهو توفير المعرفة والمساعدة من خلال إضفاء الطابع التمثيلي والمصداقية على قائمة التراث العالمي وتضمينها لممتلكات توفر لها الحماية الجيدة والإدارة الفعالة.

## المحتويات
يتكون الكتاب من العناوين التالية:
- توطئة بقلم كيشور راو، مدير مركز اليونسكو للتراث العاملي.
- المساهمون
- تمهيد، من إعداد الملجلس الدولي للآثار والاتحاد العالمي لصون الطبيعة
- مقدمة
- 1خلفية التراث العالمي
- 2. الإعداد
- 3. تعريف الممتلك ومعرفته
- 4. كتابة ملف الترشيح وإعداده
- 5. عملية التقييم
- الببليوغرافيا
- معلومات عن الجهات المعنية

## المساهمون
شارك في إنجاز هذا الدليل كمرجع إرشادي عالمي موثوق مجموعة كبيرة من المتخصصين والهيئات المختلفة من أجل إخراج هذا المجهود دقيق التعريف والقوانين والمعلومات: 
- المؤلف المنسق:

-دنكان مارشال
- المؤلفون المنتمون إلى الاتحاد العالمي لصون الطبيعة

-تيم بادمان
-باستيانبو مهارد
-بيدرو روزابال
-بول دينغوول
- المؤلفون باسم المجلس الدولي للآثار والمواقع

-دنكان مارشال
-سوزان دنيري
- المراجعون/ المساهمون الآخرون

-أليساندرو بالسامو
-غوينائيل بوردين
-كريستال بكلي
-أنجل كابيزا
-كلودين ديوم
-ريجينا دوريغيللو
-فيليس إلني
-نيكولا فوشري
-زهان غوو
-تيلمان جيجر
-لوبا جانيكوفا
-تشيونغ لو
-تشو لف
-ويبري ندورو
-كريستوف ريفت
-مايكل ترينر
-غاميني ويجيسوريا
-وترد فيما يلي أسماء المساهمين الآخرين الذين شاركوا في مشاريع إصدارات سابقة لدليل موارد التراث العاملي تتعلق بالترشيحات الثقافية والطبيعة للإدراج في التراث العاملي، وتشكل قاعدة هذا الدليل الجامع:
- الترشيحات الطبيعية:

-المراجعون:
-أليساندرو بالسامو، مركز التراث العاملي
-غي دوبونيه، مركز التراث العاملي
-مارك باتري، مركز التراث العاملي
-كيشور راو، مركز التراث العاملي
-ميشتيلد روسلر، مركز التراث العاملي
-بيتر شتوت، مركز التراث العاملي السابق
-جو كينغ، املركزالدولي لدراسة صون املمتلكات الثقافية وترميمها
-غاميني ويجيسوريا، املركز الدولي لدراسة صون املمتلكات الثقافية وترميمها
-طارق أبو الهوى، الاتحاد العاملي لصون الطبيعة
-ديلوين دوبوي، الاتحاد العاملي لصون الطبيعة
-إيلري هاملتون سميث، الاتحاد العالمي لصون الطبيعة
-كاري لاهتي، الاتحاد العاملي لصون الطبيعة
-جوزفني لانغلي، الاتحاد العاملي لصون الطبيعة
-جورجينا بريد، الاتحاد العاملي لصون الطبيعة
-بيدرو روزابال، الاتحاد العاملي لصون الطبيعة
-ديفيد شيبرد، الاتحاد العاملي لصون الطبيعة
-كوميكو يونيدا، الاتحاد العاملي لصون الطبيعة
-جيم باربوراك، اللجنة العاملية للمناطق املحمية
-ستيفاني أيسينغ، اللجنة العاملية للمناطق املحمية
-فينود ماثور، اللجنة العاملية للمناطق املحمية
- الترشيحات الثقافية

-التصميم:بينيدكت سيلفسلاغ، الملجلس الدولي للآثار والمواقع
-المساهمون:
غوينائيل بوردين، الملجلس الدولي للآثار والمواقع،
-ميشال كوت، املجلس الدولي للآثار واملواقع
ريجينا دوريغيللو، املجلس الدولي للآثار واملواقع
جوكا جوكيليهتو، املجلس الدولي للآثار واملواقع
- المراجعون

-أليساندرو بالسامو، مركز التراث العاملي
-ميشتيلد روسلر، مركز التراث العاملي
-آن لوميستر، مركز التراث العاملي
-كريستال باكلي، املجلس الدولي للآثار واملواقع
-ألفريدو كونتي، املجلس الدولي للآثار واملواقع
-سوزان دينيري، املجلس الدولي للآثار واملواقع
-نوبوكوإينابا، املجلس الدولي للآثار واملواقع
-جوكا جوكيليهتو، املجلس الدولي للآثار واملواقع
-إدوارد ماتينغا، املجلس الدولي للآثار واملواقع
-بينيدكت سيلفسلاغ، املجلس الدولي للآثار واملواقع
-التنسيق في إطار مركز اليونسكو للتراث العاملي
-فيسنا فوجيتشيتش-لوغاسي -لورا فرانك